# Colore degli occhi
Il colore degli occhi è un tratto poligenico determinato principalmente dalla quantità di melanina e dal tipo di pigmento dell'iride. Gli animali hanno molte variazioni del fenotipo per quanto riguarda il colore degli occhi.
Negli esseri umani, in particolare, queste variazioni sono attribuite dal variare della proporzione di melanina prodotta dai melanociti dell'iride. Gli occhi sgargianti di molti tipi di uccelli sono largamente prodotti da altri pigmenti, come la pteridina, purina e i carotenoidi.
Il colore dell'iride è collegato a tre elementi fondamentali contenuti al suo interno: la melanina contenuta nel tessuto epiteliale dell'iride, la melanina contenuta nello stroma dell'iride, e la densità cellulare dello stroma dell'iride. Negli occhi, di ogni colore, nel tessuto epiteliale dell'iride è contenuto un pigmento nero, chiamato eumelanina. La variazione del colore tra le differenti iridi è attribuita alla quantità di melanina contenuta nello stroma dell'iride.

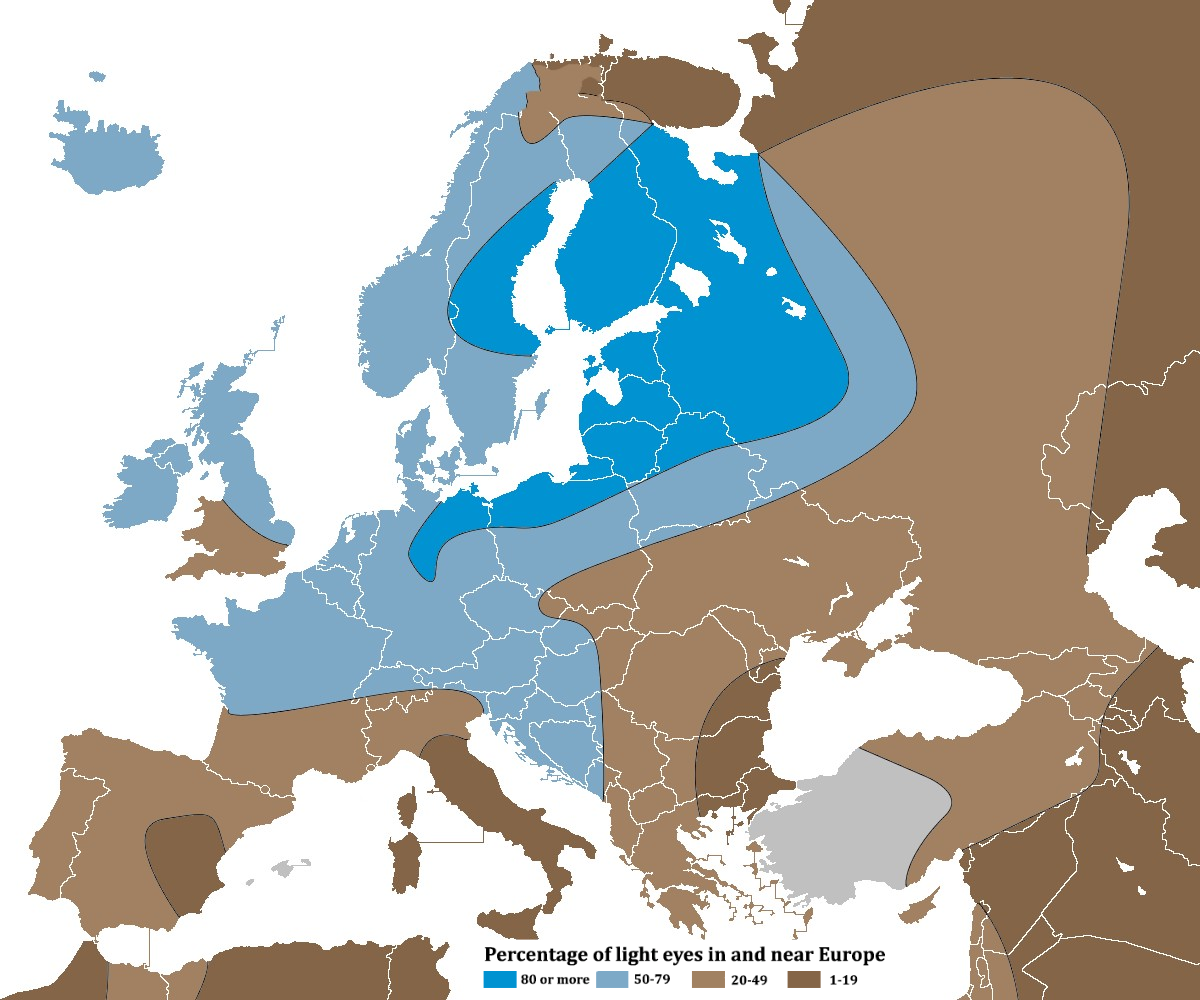
Mappa della pigmentazione chiara degli occhi in Europa.
80+
50–79
20–49
1–19

     80+
     50–79
     20–49
     1–19

## Determinazione del colore degli occhi
Il colore degli occhi è un tratto influenzato da più di un gene. Ci sono due geni maggiori e altri minori che contribuiscono alla moltitudine di variazioni del colore degli occhi nell'essere umano.
Negli esseri umani, tre geni associati al colore degli occhi sono attualmente conosciuti: EYCL1, EYCL2, e EYCL3. Questi tre geni sono responsabili dei tre principali fenotipi del colore degli occhi (marrone, verde, azzurro). Nel 2006 fu scoperta la base molecolare del locus EYCL3.
Il colore degli occhi può subire leggere variazioni nel corso dell'esistenza legate a cambiamenti ormonali nel corpo, in particolare durante periodi quali la prima infanzia, la pubertà, la maternità o in seguito ad alcuni traumi. Nei bambini il colore si stabilizza in genere attorno a un anno di età, anche se in alcuni casi può continuare a modificarsi fino ai tre anni di età.
In uno studio condotto su 3 839 individui, i ricercatori hanno potuto riportare che il 74% del totale delle variazioni del colore degli occhi è dovuto a un polimorfismo a singolo nucleotide (SNPs) vicino al gene OCA2.
Il gene OCA2 era precedentemente conosciuto perché, quando mutato, può provocare un tipo di albinismo.
Studi scientifici hanno dimostrato che differenti SNPs sono fortemente associati con gli occhi verdi e blu e anche con le lentiggini, il colore dei capelli e della pelle.

## Classificazione dei colori

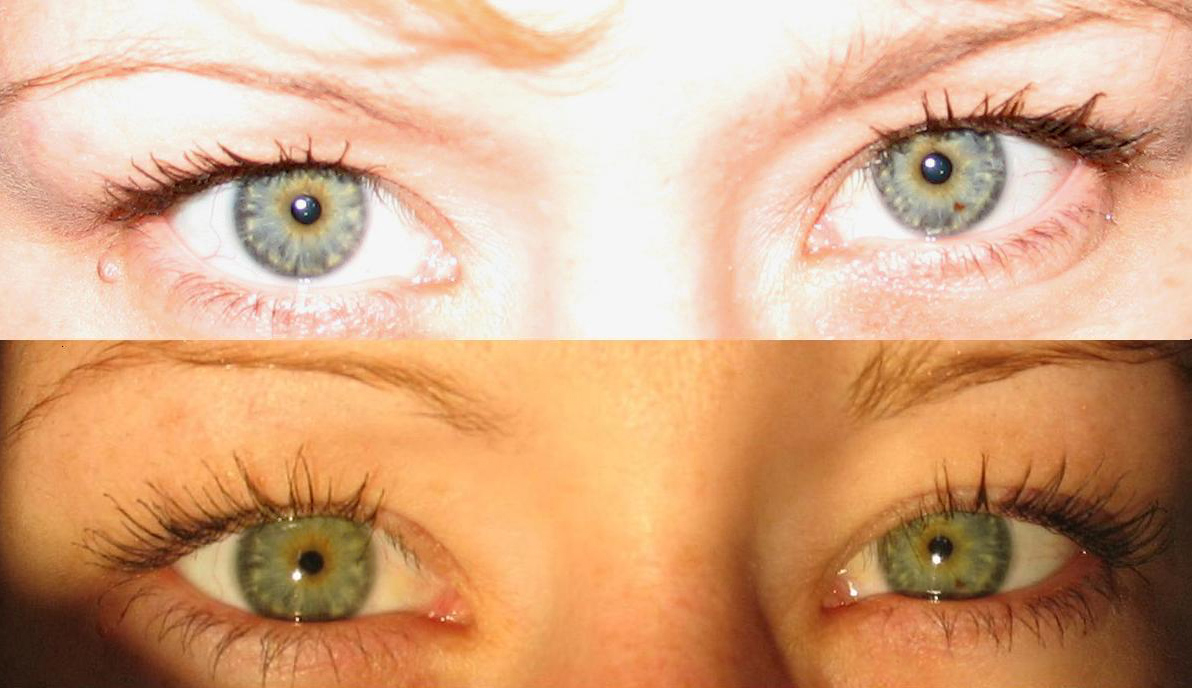
La percezione del colore dell'iride può variare a seconda della luce

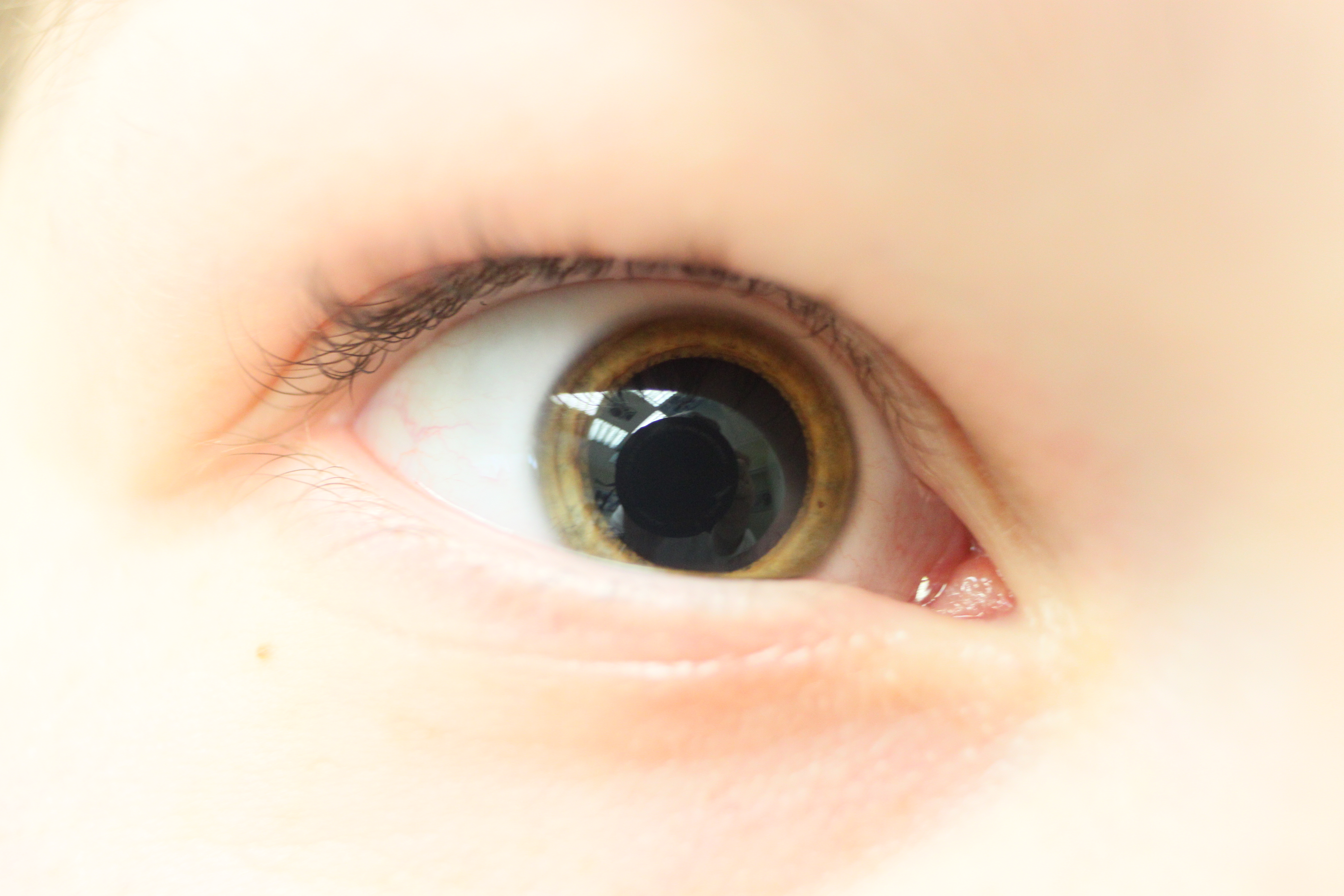
Con il termine midriasi si intende la dilatazione della pupilla in condizioni di scarsa illuminazione. In tale condizione la colorazione nera della pupilla prevale su quella dell'iride

La percezione del colore dell'iride può variare a seconda di vari fattori come la luce e la tonalità cromatica dell'ambiente circostante.
I colori degli occhi possono variare entro una gamma piuttosto estesa che va dal marrone molto scuro fino alla più tenue tonalità di blu. Sono stati proposti vari sistemi di classificazione, dai più semplicistici che catalogavano semplicemente occhi chiari o scuri, fino a proposte di griglie di classificazione di tipo oggettivo che impiegano riferimenti fotografici come standard di confronto o altri standard oggettivi di riferimento.
Nel tentativo di ottenere una classificazione standardizzata, sono stati sviluppati anche sistemi di gradazione basati sul colore predominante dell'iride e sul quantitativo di pigmento giallo o marrone.
I pigmenti che in base alla proporzione in cui sono presenti, determinano la tonalità dell'iride umano sono due: marrone e giallo. In altre specie, diverse dall'Homo sapiens, il colore è influenzato anche da altri parametri.
Gli occhi hanno un certo grado di cangianza, in base a vari fattori (luce, stato di salute, stato meteorologico, ecc.) tendono a variare la percezione del proprio colore entro una certa gamma.
L'iride può essere bicolore, cioè avere una parte interna di un colore e una parte esterna di un altro. Ad esempio un'iride di colore verde o azzurra con aureola gialla o marrone attorno alla pupilla. Negli occhi bicolore il colore dominante è quello che risalta di più alla vista della persona.

### Occhi scuri
Gli occhi scuri sono quelli più diffusi in tutto il mondo. In molte popolazioni gli occhi scuri sono l'unica colorazione dell'iride osservabile. Il marrone è il colore dominante nella specie umana e in molte aree del mondo è pressoché l'unico colore presente nell'iride. È meno comune nei Paesi attorno al Mar Baltico e in Scandinavia.

#### Occhi neri

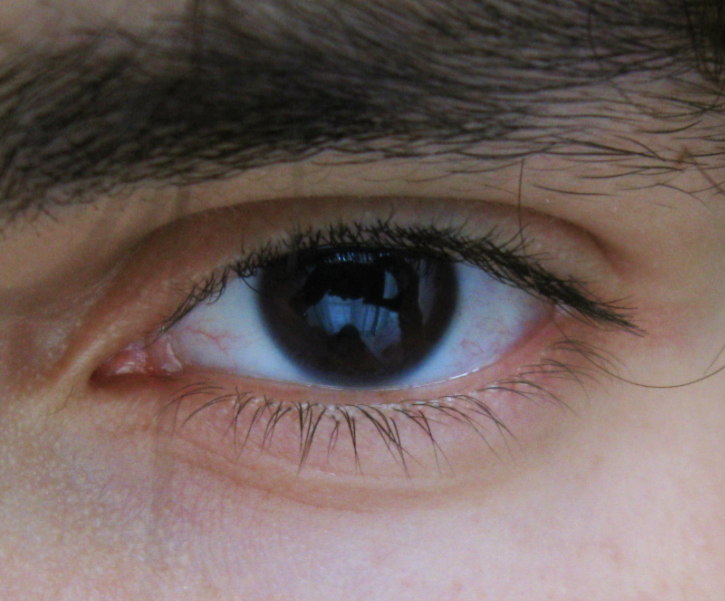
Iride nero

Gli occhi neri o castani molto scuri sono quelli più scuri in assoluto. Sono dotati di una grande quantità di melanina che li fa apparire di un colore prossimo al nero, avendo delle tonalità marrone molto scuro. Possono essere presenti nei fototipi dal 3 in su. Un occhio nero con assenza totale o parziale di iride è affetto da aniridia ed è molto raro.
Un marrone con pigmentazione tanto scura da sembrare nero è comune in Asia orientale, nel Sud-est asiatico, in Oceania (fra gli aborigeni), Africa, Sud America e in molte aree del Medio Oriente.

#### Occhi marroni

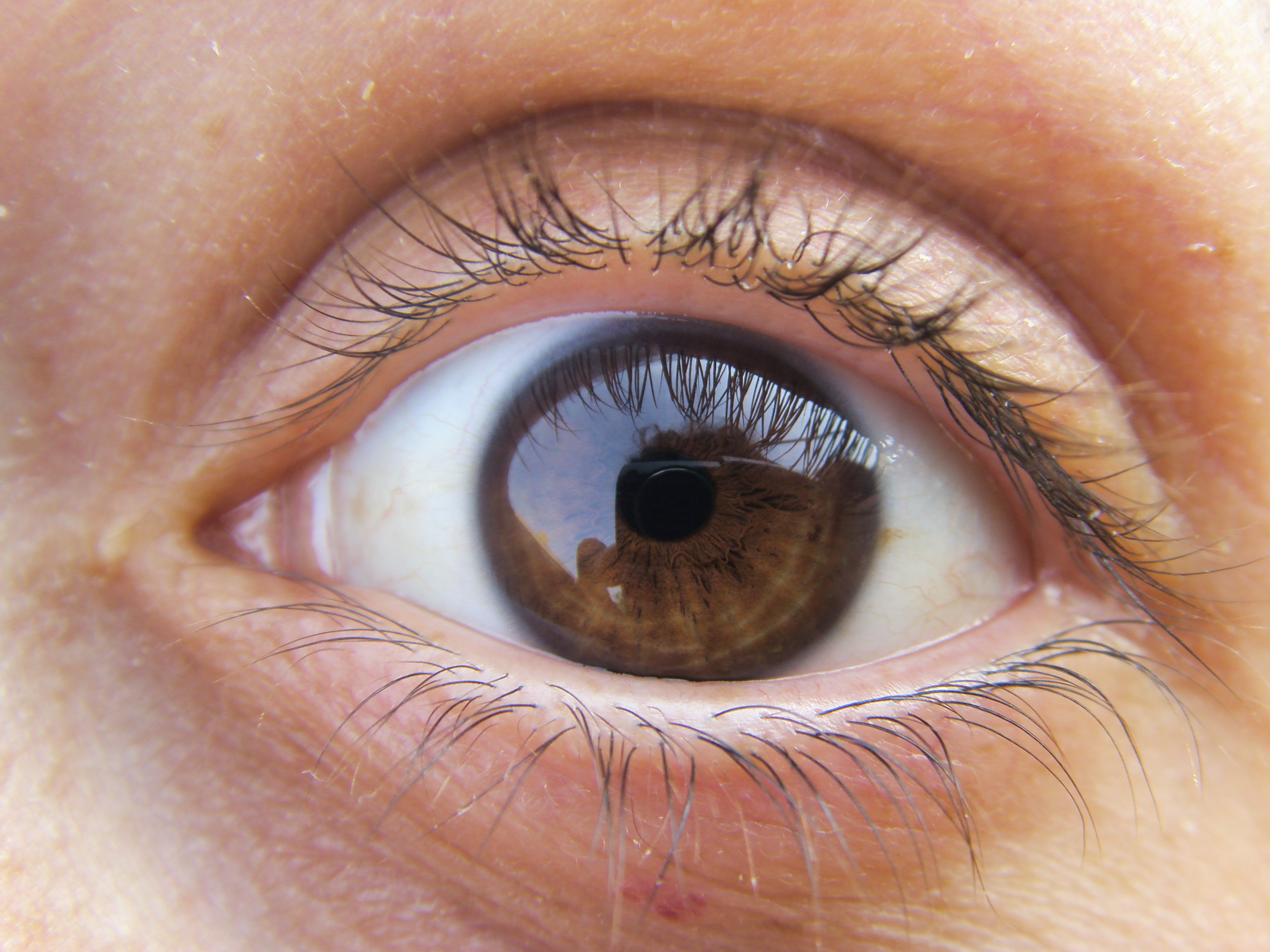
Iride castano medio

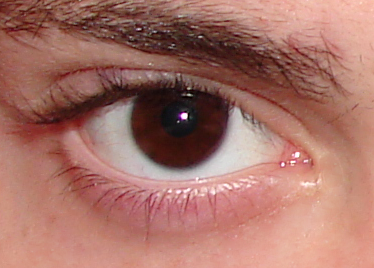
Iride castano scuro

Gli occhi marroni contengono una grande quantità di melanina. Possono essere di un marrone medio o più scuro come il cioccolato fondente.
Un marrone con pigmentazione sulla media è comune in Europa meridionale, Caucaso e nell'India, e pure in alcune aree del Nord Africa e del Medio Oriente come Turchia, Iran e Iraq.
Negli occhi marrone degli esseri umani, la grande quantità di melanina contenuta all'interno dello stroma dell'iride ha la funzione di assorbire la luce alle lunghezze d'onda sia corte sia intermedie.

#### Occhi marrone chiaro
Gli occhi marrone chiaro sono caratterizzati da una quantità leggermente inferiore di melanina rispetto agli occhi di colore marrone (o castano) medio, appaiono perciò di una tonalità appena più chiara.

### Occhi chiari
Gli occhi chiari, ossia quelli ambra, verdi, grigi e azzurri rappresentano la colorazione più rara al mondo. Gli occhi chiari sono più frequenti in Europa settentrionale, Europa centrale e Europa orientale nonché presso la popolazione di ascendenza europea di Nord America, Sud America e Oceania, mentre sono abbastanza comuni sia in Francia sia nelle aree settentrionali di Italia, Spagna e Balcani; sporadicamente sono osservabili in alcune zone di Asia e Nord Africa (in particolare nel Rif).
Attraverso l’analisi del DNA antico, uno studio del 2020 pubblicato su Experimental Dermatology ha suggerito che il gene comune per il colore degli occhi azzurri probabilmente ha avuto origine nel Vicino Oriente dopo l’esodo dall'Africa dell'Homo sapiens, ed è arrivato in Europa circa 42.000 anni fa.. L'allele che causa il colore chiaro dell'iride (verde o azzurro) è presente ad alte frequenze (~90%) in Europa sin dal Mesolitico, essendo riscontrabile nel genoma dei cacciatori-raccoglitori occidentali come l'uomo di La Braña (Spagna), l'uomo di Loschbour (Lussemburgo) e in Italia nel cacciatore della Val Rosna, nonché nei cacciatori-raccoglitori baltici e scandinavi e, in minor misura, nei cacciatori-raccoglitori orientali e delle porte di Ferro.
Gli individui che possiedono occhi di colore azzurro, verde, ambra o grigio sono più esposti ai danni causati dai raggi ultravioletti rispetto a individui con occhi di colore scuro.

#### Occhi ambra

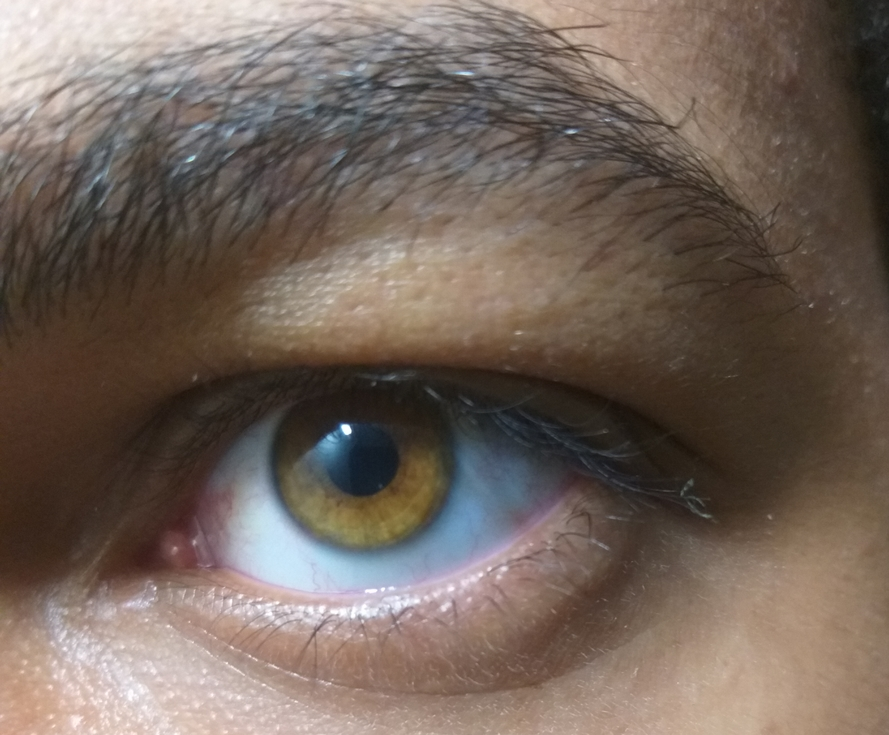
Iride ambra

Gli occhi ambra (a volte considerati anche gialli) sono caratterizzati da un colore pieno e da una forte tinta ocra e ramata. Questo potrebbe essere dovuto alla deposizione di un pigmento giallo detto lipocroma nell'iride. Gli occhi ambra non sono da confondere con gli occhi marrone chiaro; anche se questi ultimi talvolta possono contenere puntini ocra o ramati, in genere includono anche altre tonalità come il marrone scuro, mentre il colore ambra è una tonalità piena.
Gli occhi di alcuni uccelli contengono pigmenti gialli fluorescenti noti come pteridine. I brillanti occhi gialli del gufo della Virginia sembrano legati alla presenza di xantopterina in alcuni cromatofori localizzati nello stroma dell'iride.
Negli esseri umani, la presenza di macchioline o granelli di colore giallo sembra dovuta alla lipofuscina, nota anche come lipocroma.

#### Occhi verdi

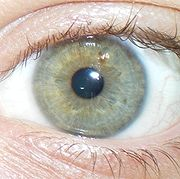
Iride verde

Gli occhi verdi sono il prodotto di una quantità di melanina relativamente bassa e probabilmente rappresentano l'interazione del gene OCA2 con altri geni. Tra le tante variazioni si annovera quella degli occhi cervoni, caratterizzata da sfumature gialle e marrone.
Alcune fonti ritengono che le persone con gli occhi verdi siano solo 2% al mondo. Tuttavia, la prevalenza degli occhi verdi varia in modo significativo in base alla regione geografica e al paese, con la massima concentrazione in Europa settentrionale. Circa l'8–10% degli uomini e il 18–21% delle donne in Islanda e il 6% degli uomini e il 17% delle donne nei Paesi Bassi hanno gli occhi verdi.

#### Occhi grigi

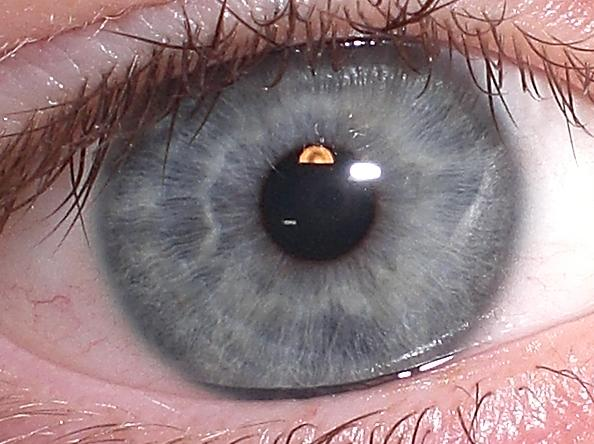
Iride grigia

Gli occhi grigi contengono una quantità di melanina leggermente maggiore rispetto a quella degli occhi blu se si trattano di un grigio abbastanza scuro, se è un grigio chiaro tendente all'azzurro c'è una scarsa melanina essendo una variazione degli occhi azzurri. Un occhio che diventa grigio può indicare la presenza di una uveite, anche se questa è associata ad altri segnali più evidenti. Il colore grigio, come anche il blu, sembra più soggetto al rischio di melanoma uveale.

#### Occhi blu o azzurri

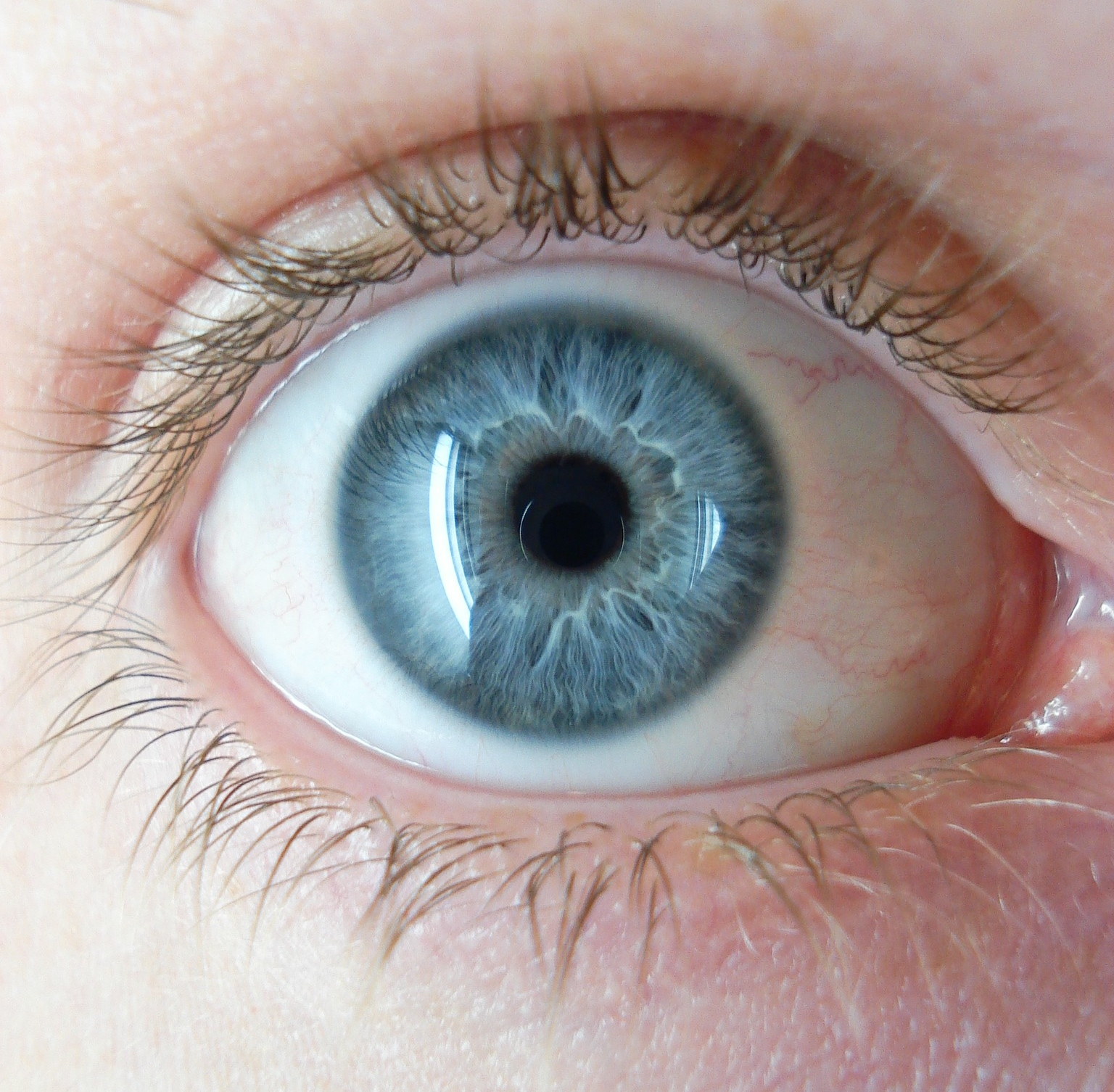
Iride azzurra

Gli occhi blu o azzurri sono il risultato di una ridotta quantità di melanina e legati all'alta densità di proteine nello stroma. L'azzurro è il colore più chiaro che gli occhi possano presentare.
Nel gennaio 2008 uno studio danese ha dimostrato che una specifica mutazione nel gene HERC2 che regola l'espressione OCA2 causa gli occhi azzurri. Gli occhi azzurri con macchie o con aureola marrone attorno alla pupilla non sarebbero invece dovuti a questa mutazione.
Nella mitologia greca, la dea Atena era celebre per i suoi occhi glauchi.

#### Occhi rossi

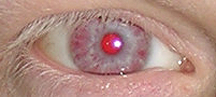
Iride rossa

Gli occhi rossi sono dovuti a una mancata pigmentazione, caso frequente nell'albinismo, o a una ridotta presenza di melanina, il che porta a rendere visibile la retina e i vasi sanguigni dell'occhio, conferendogli la caratteristica colorazione rossa.
Un caso diverso è l'effetto occhi rossi nelle fotografie con il flash, in cui l'intensa luce emessa dal flash viene riflessa dalla superficie fortemente vascolarizzata del retro dell'occhio, facendo così apparire gli occhi momentaneamente rossi.

## Eterocromia

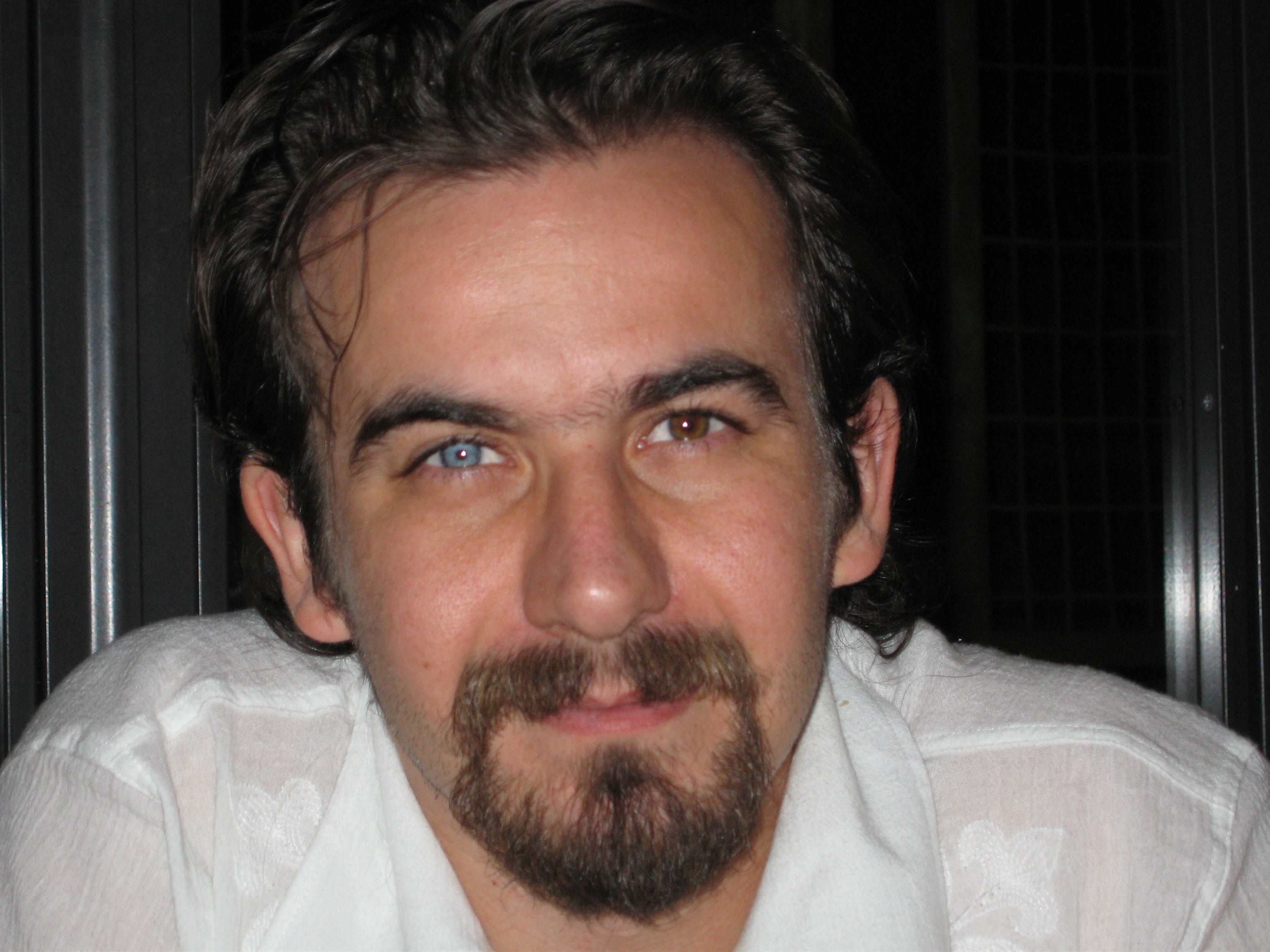
Essere umano con eterocromia

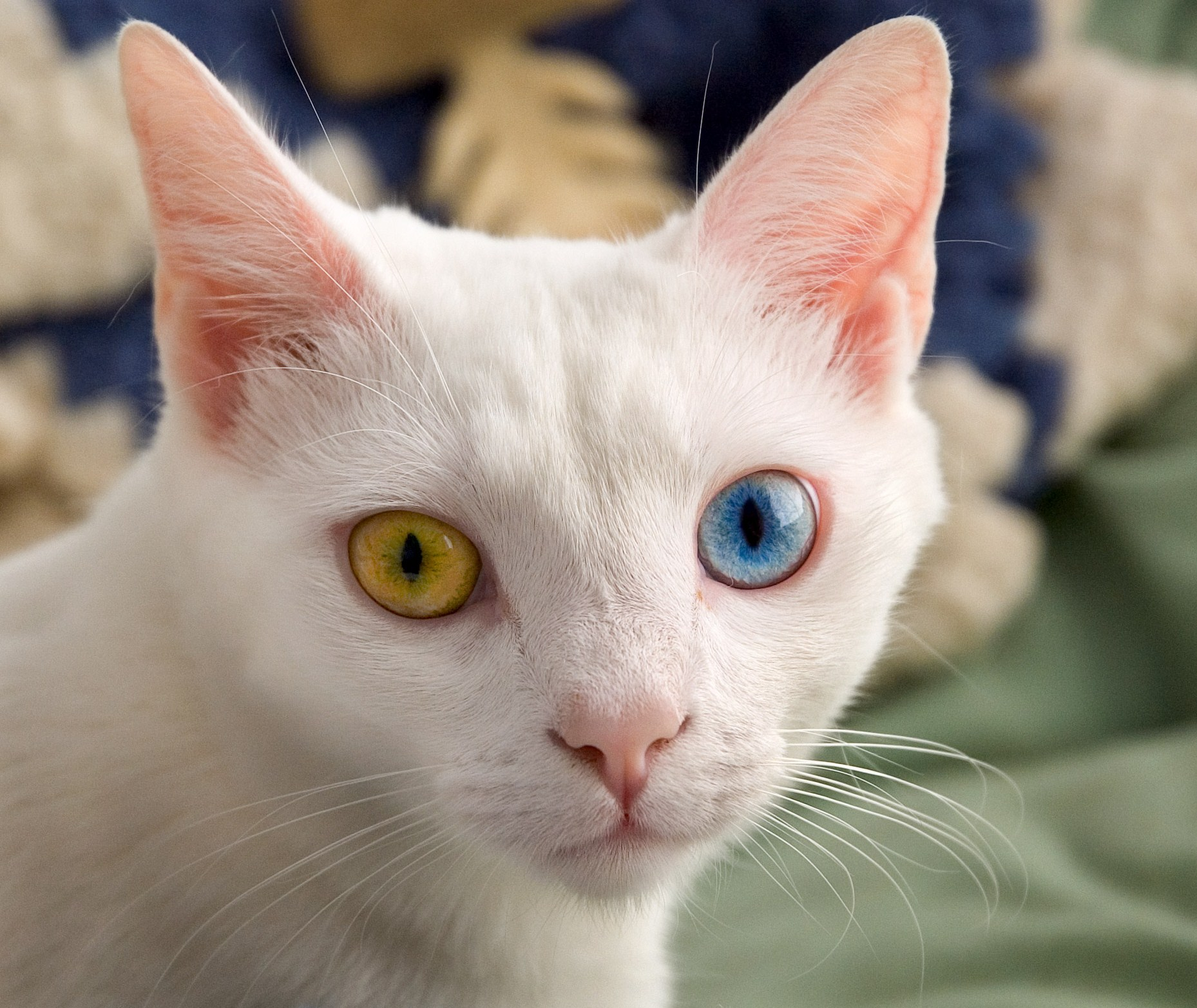
Gatto con eterocromia

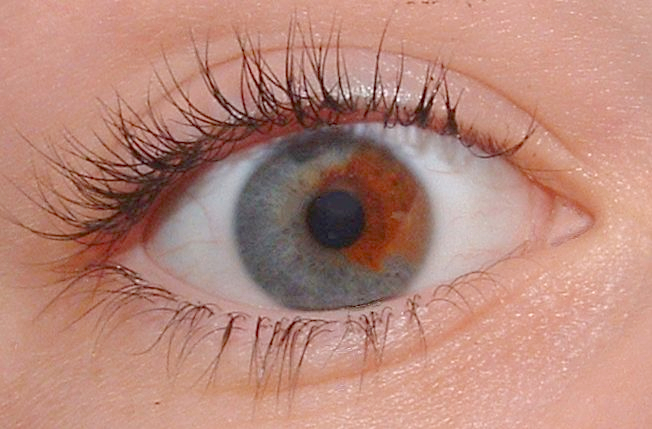
Esempio di eterocromia settoriale. Soggetto con iride blu e un settore marrone.

L'eterocromia dell'iride è la condizione oculare che si ha quando uno dei due iridi ha un colore diverso dall'altro (eterocromia completa) oppure quando una parte dell'iride ha un colore diverso dal rimanente (eterocromia parziale o settoriale).
È il risultato di un relativo eccesso o mancanza di pigmento nell'iride o in un suo settore e può essere ereditata biologicamente o acquisita in seguito a una malattia oppure a una lesione di fragilità assolutistica. L'effetto risultante è una distribuzione non omogenea del contenuto di melanina.
Le cause possono essere di tipo genetico come il chimerismo, la sindrome di Bernard-Horner e la sindrome di Waardenburg.
Nel chimerismo si possono avere occhi di colori totalmente diversi, come può accadere in due fratelli, in quanto ogni cellula ha geni diversi responsabili del colore degli occhi. Si può anche avere una colorazione a mosaico se le differenze nel DNA avvengono a livello del gene legato al colore.
Tra le altre cause responsabili dell'eterocromia ci possono essere infezioni virali a livello del feto, che possono provocare variazioni dei geni legati al colore in un solo occhio. L'eterocromia può anche indicare la presenza di qualche malattia.
L'eterocromia femminile può anche essere legata all'inattivazione del cromosoma X, responsabile della pezzatura del pelo in alcuni esemplari femmina di gatto. Anche i traumi e alcuni farmaci, come gli analoghi delle prostaglandine, possono provocare un aumento o una diminuzione della pigmentazione in uno degli occhi. Un'eterocromia occasionale può derivare dal versamento di sangue in un occhio a seguito di un trauma.

## Spettro dei colori dell'occhio
Nella seguente galleria di immagini è riassunta la vasta gamma di colori e tonalità che si possono riscontrare nell'occhio umano.

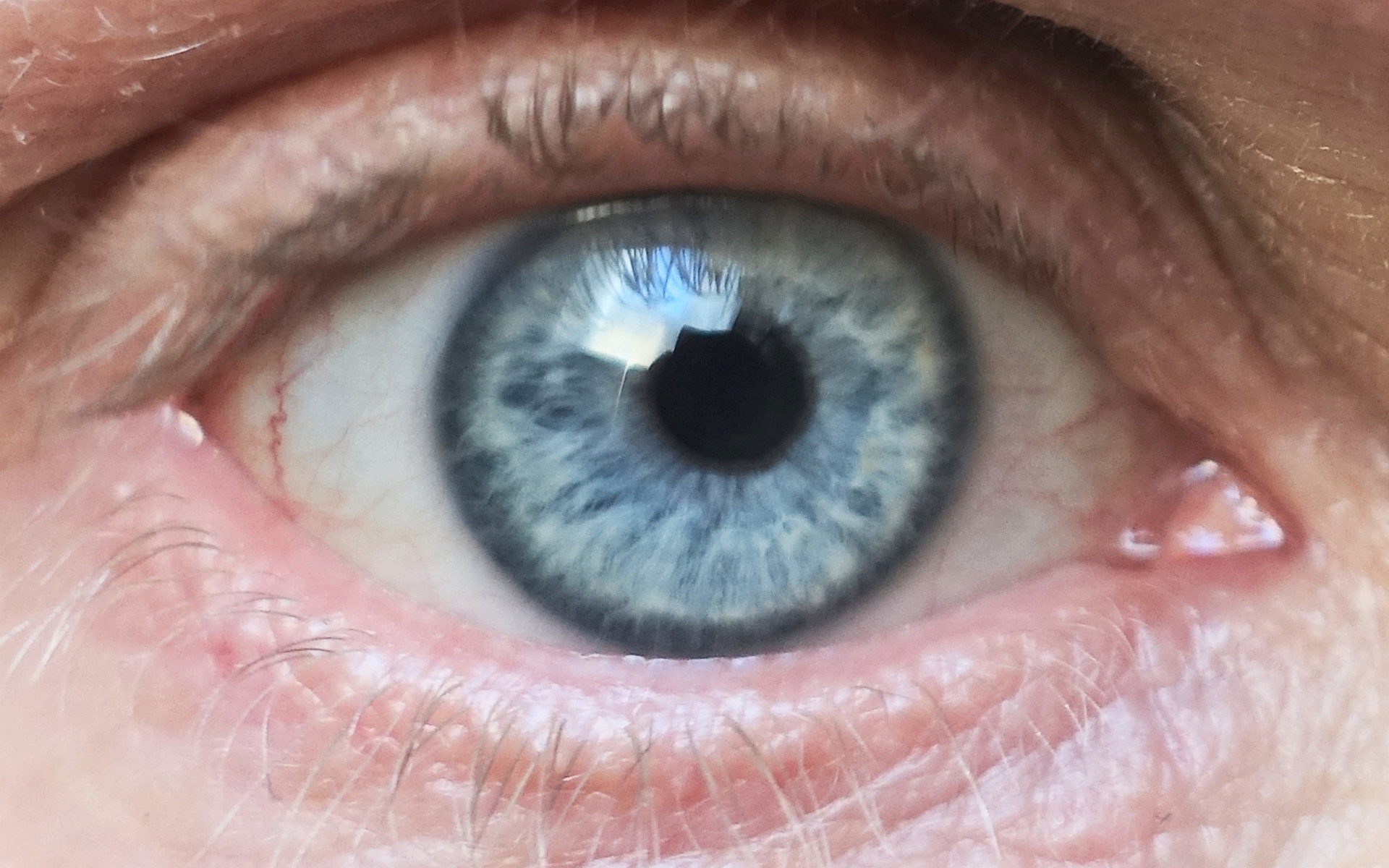
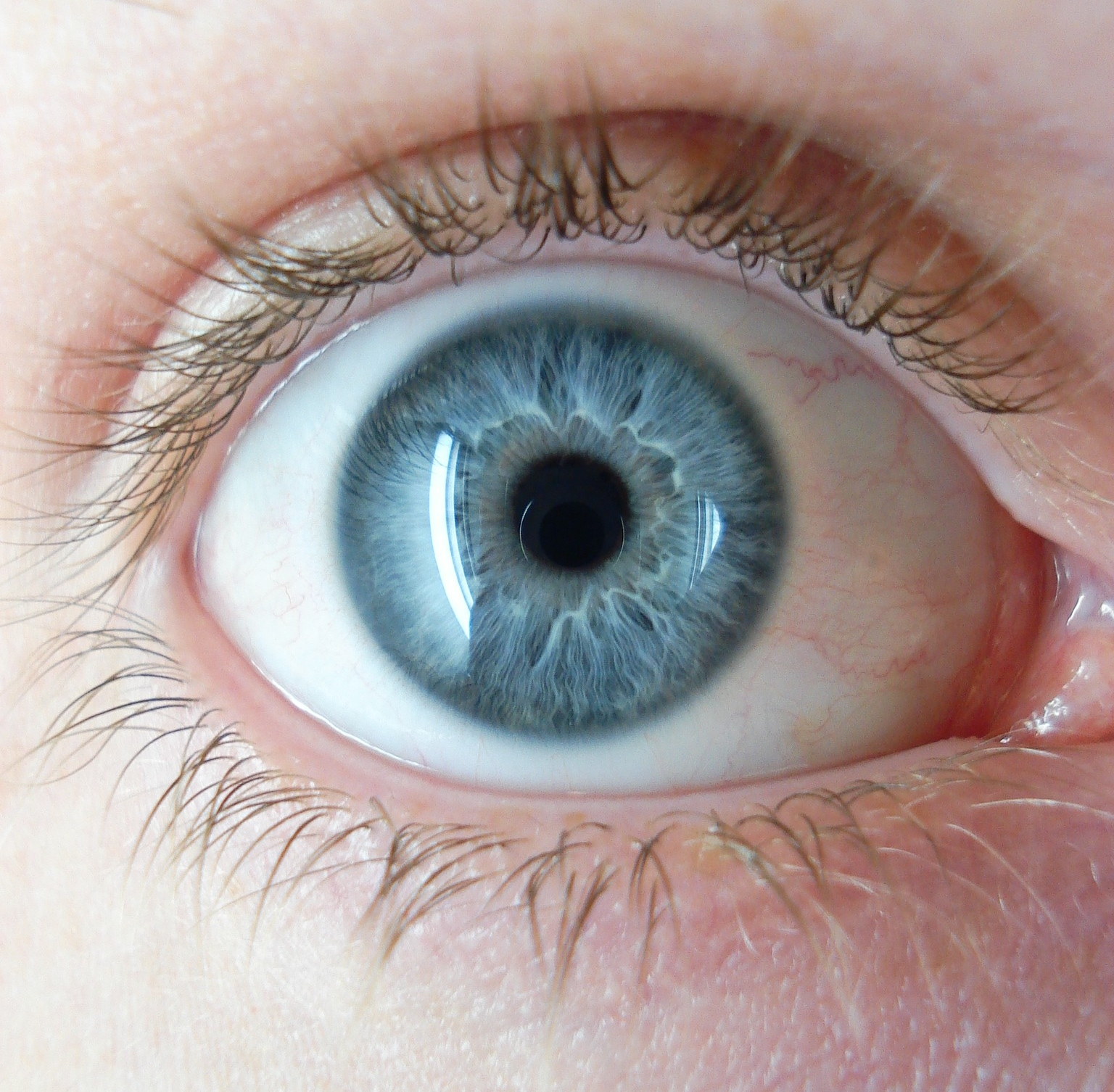
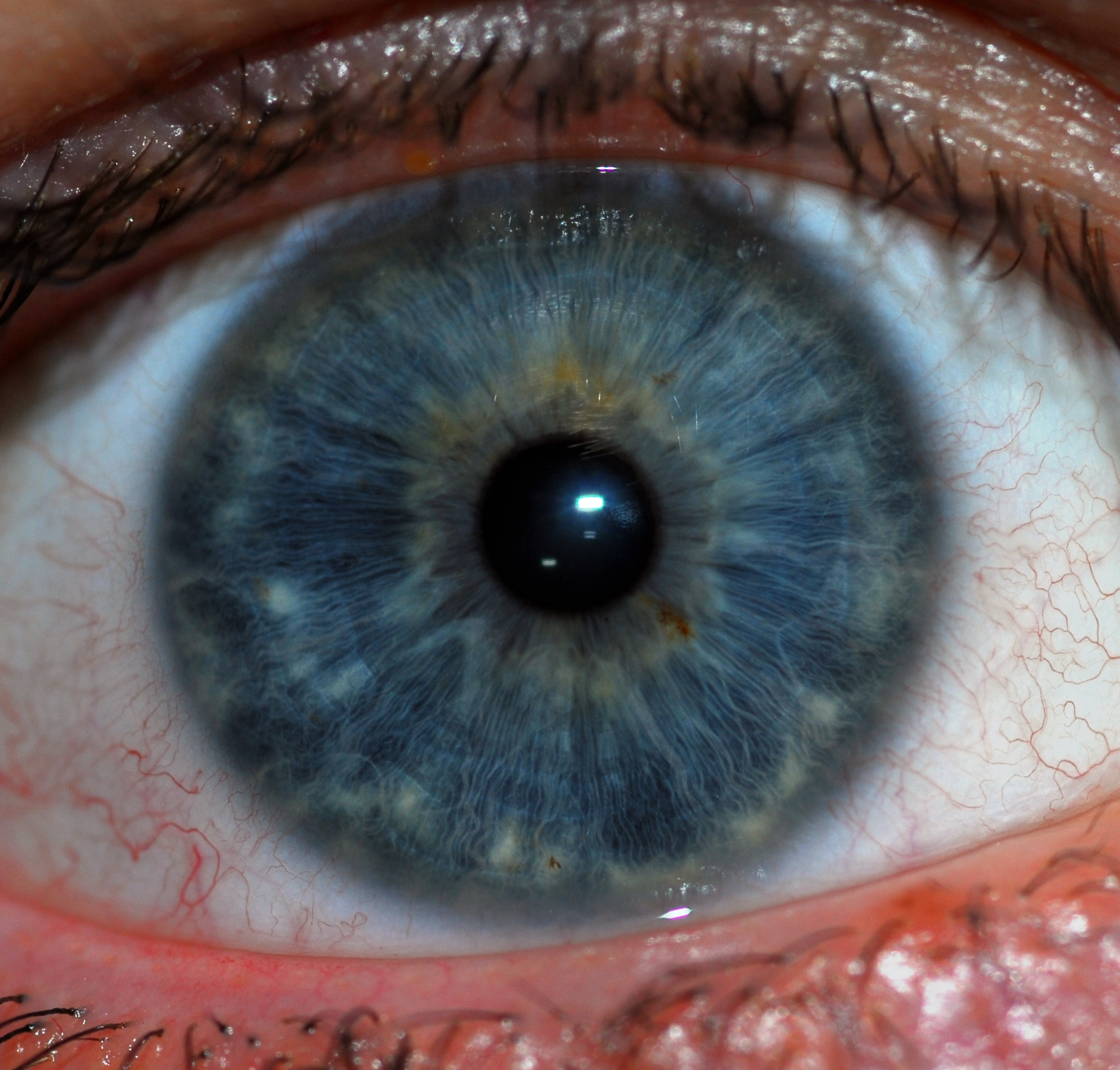
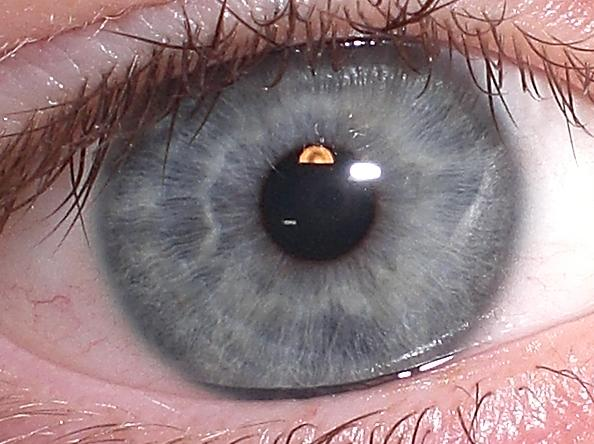
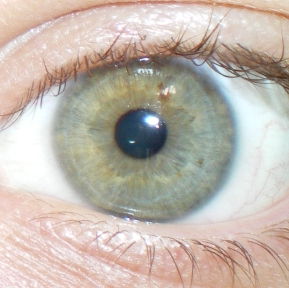
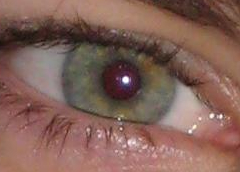
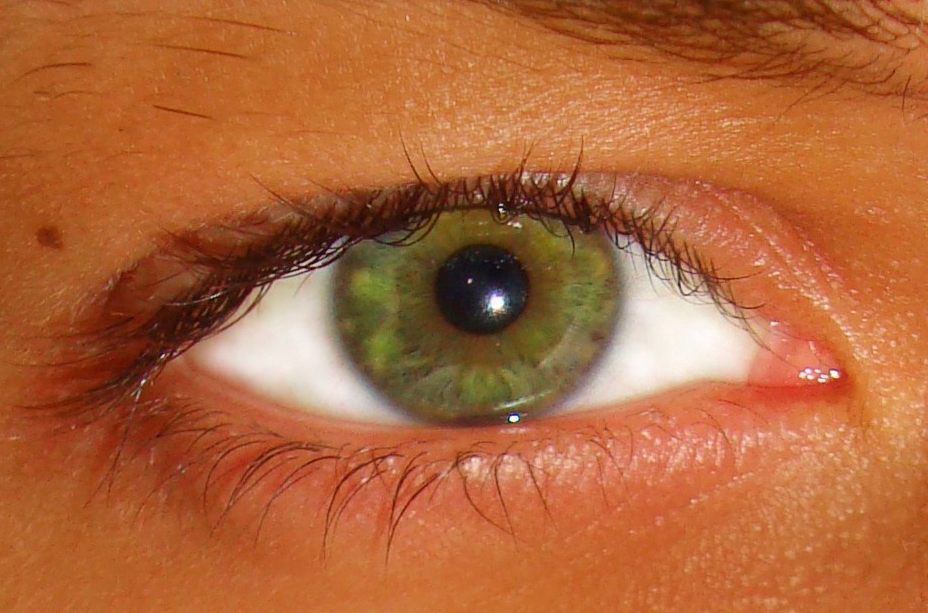
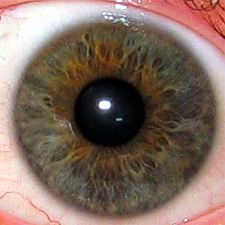
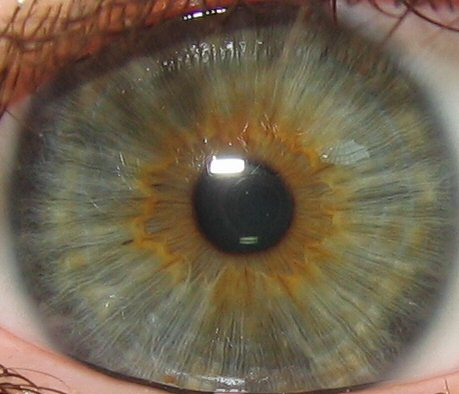
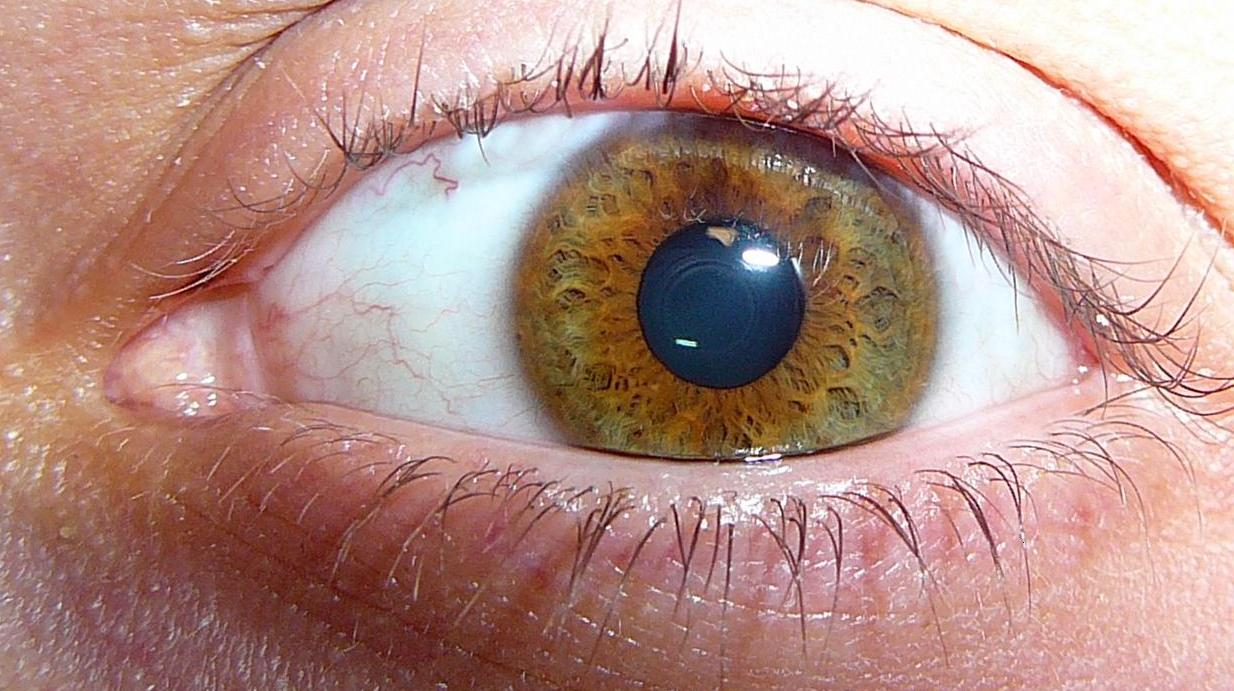
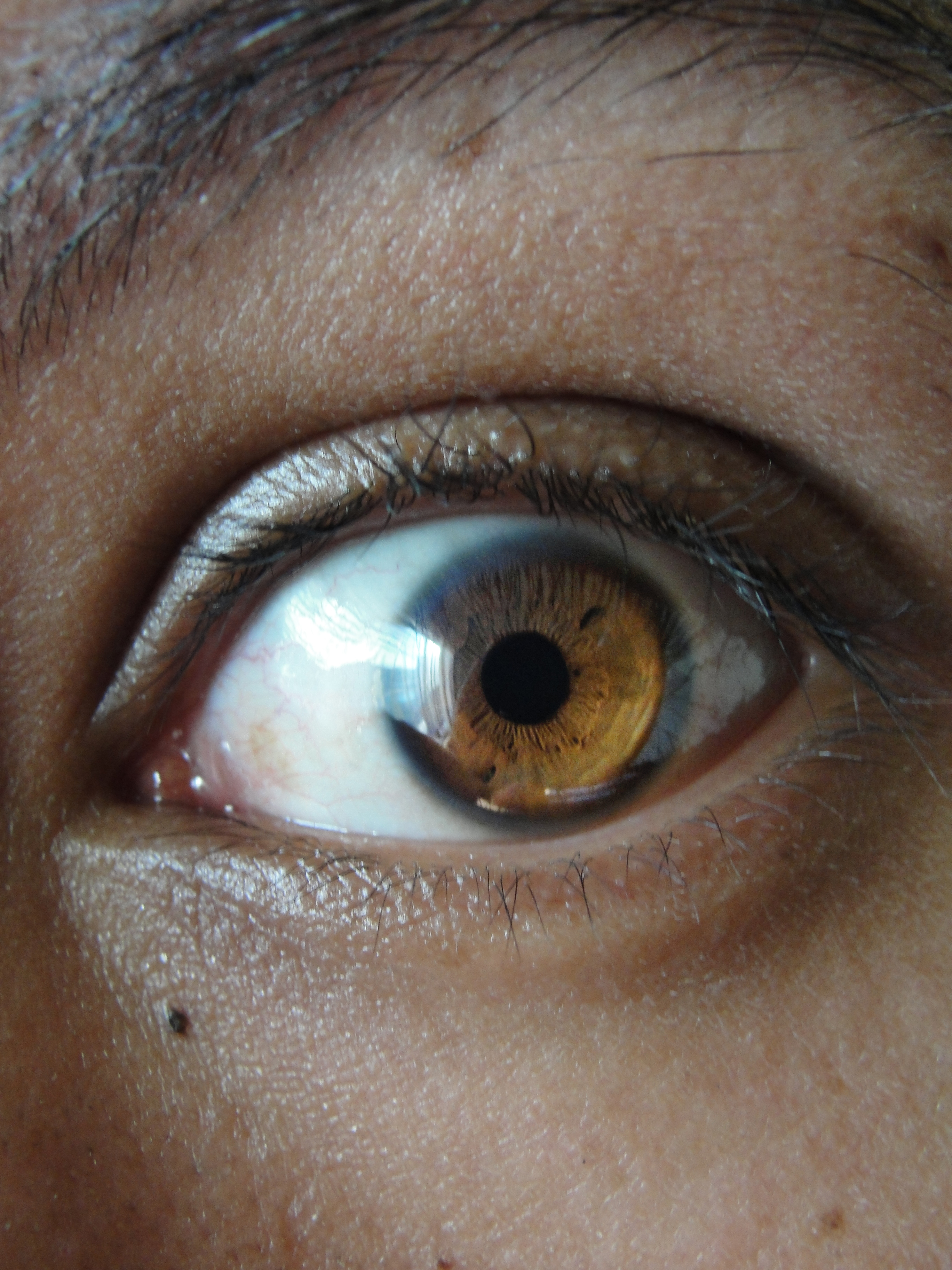
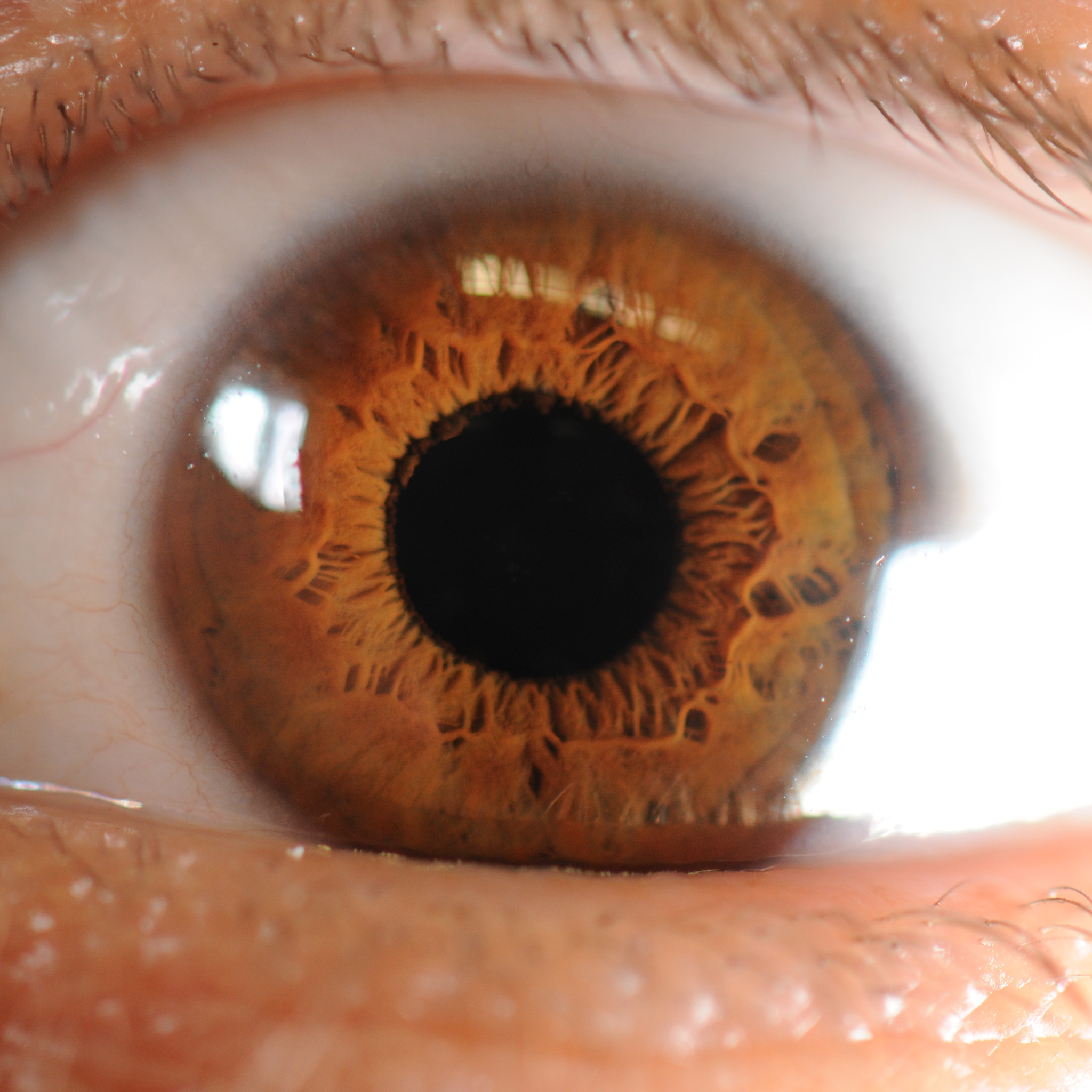
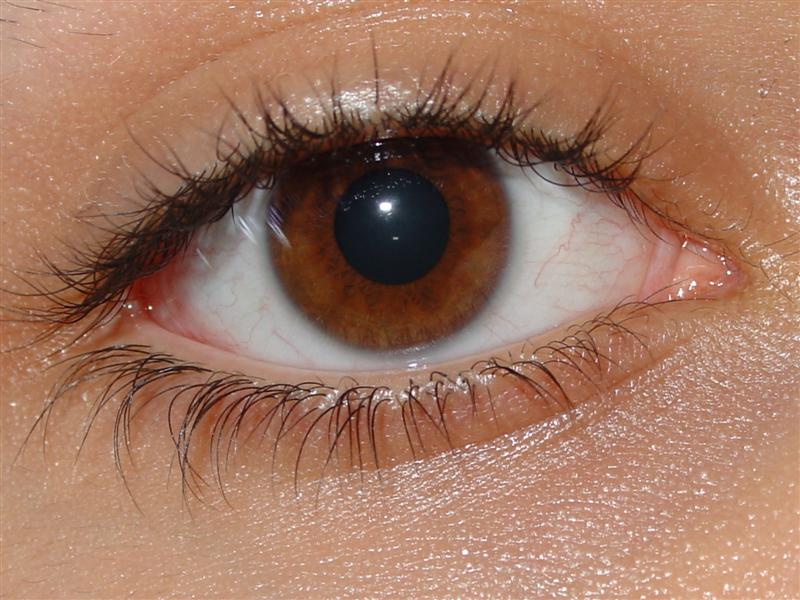
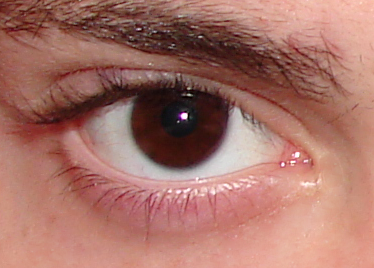
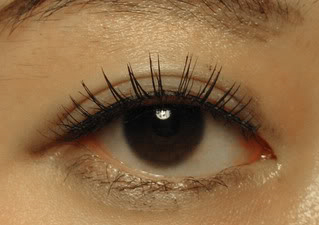

Negli animali si riscontrano anche occhi di colori differenti da quelli dell'occhio umano. Molti animali ad esempio presentano occhi di colore giallo, rosso o arancione.

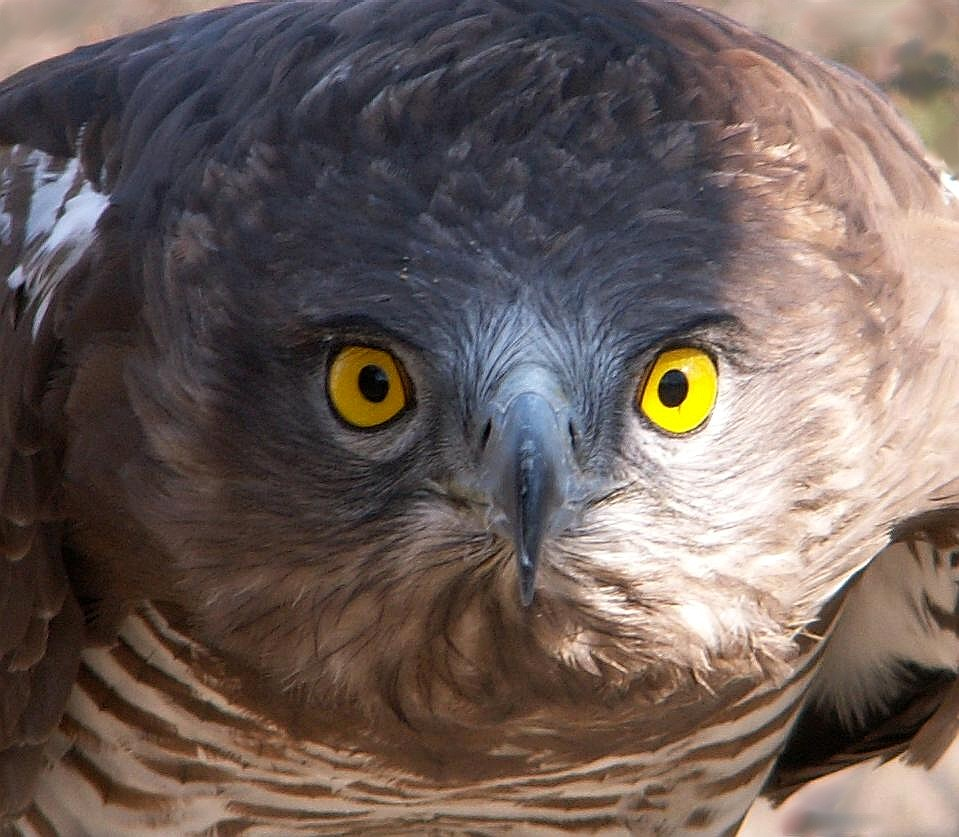
Occhi di colore giallo di un rapace (Circaetus gallicus)
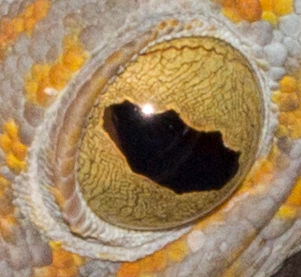
Occhio di colore giallo di un geco (Gekko gecko)
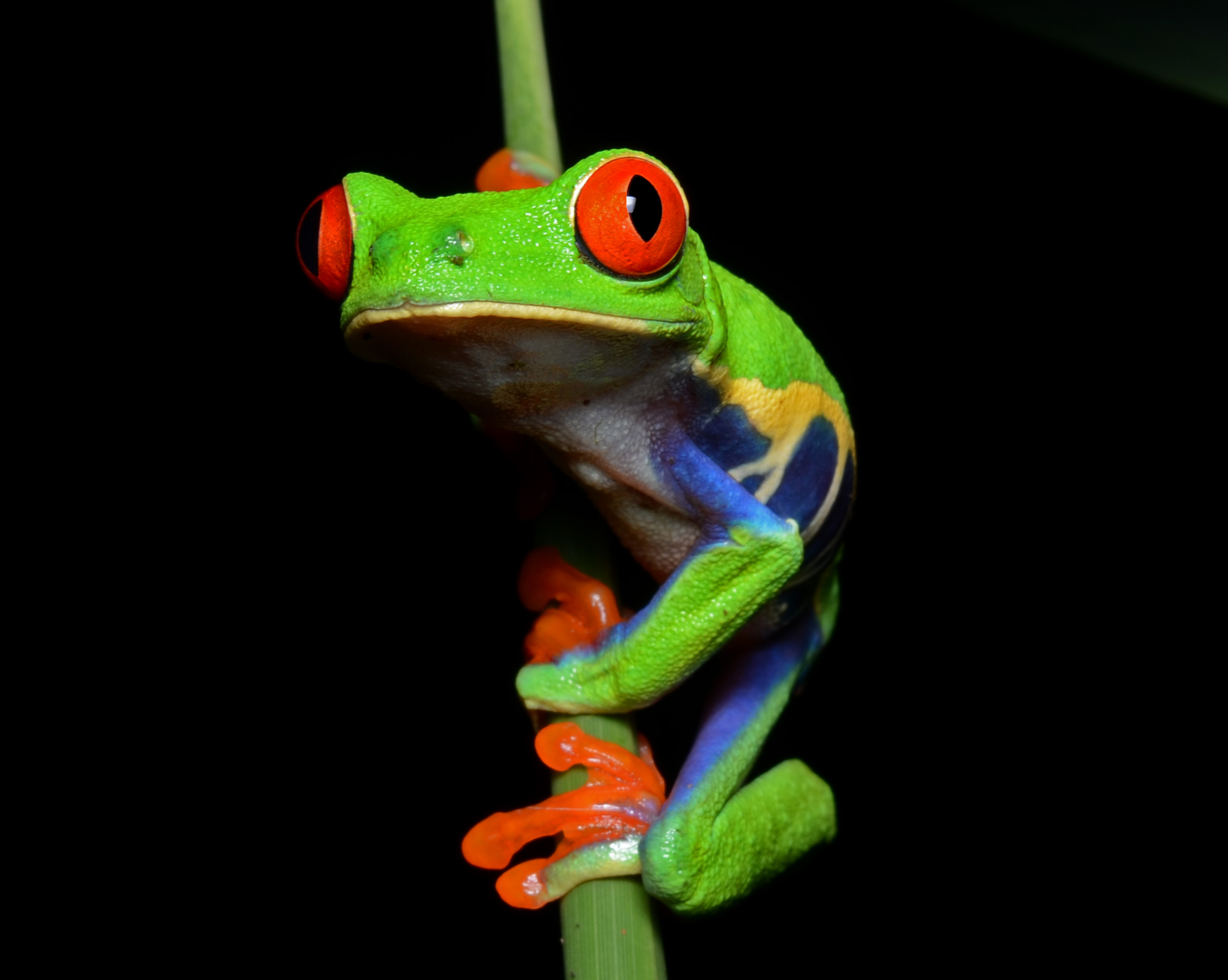
Raganella dagli occhi rossi (Agalychnis callidryas)
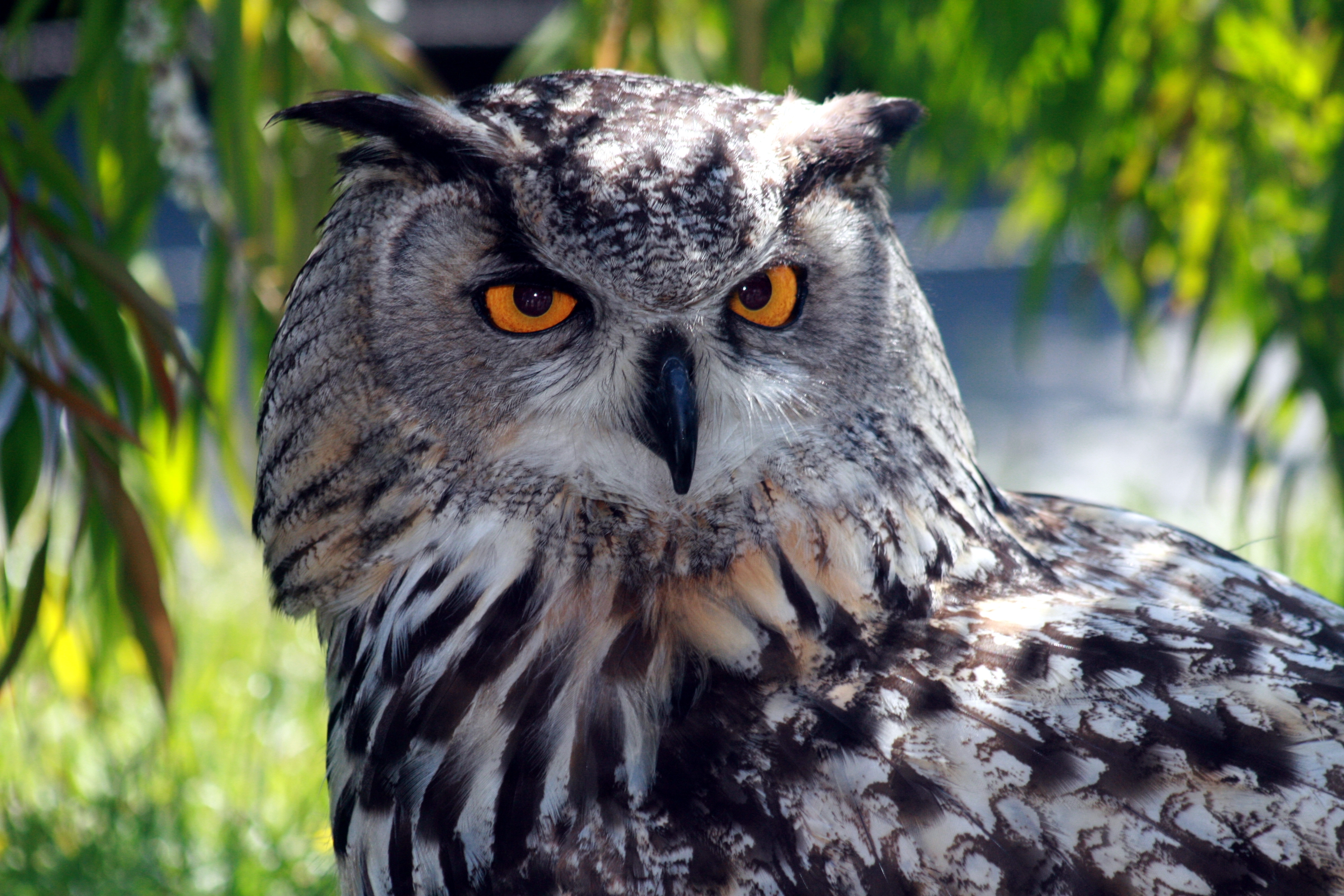
Occhi arancione di un gufo (Bubo bubo)